# Exposición del cuerpo de san Buenaventura
La Exposición del cuerpo de san Buenaventura es un cuadro de Francisco de Zurbarán de 1629 expuesto en el Museo del Louvre de París, Francia. Está pintado al óleo sobre lienzo y mide 250 cm de alto por 225 cm de ancho.
La obra representa el ritual del velatorio o exposición del cadáver del santo franciscano Buenaventura de Fidanza y se enmarca en una serie sobre él, de la que se conservan algunas pinturas en el Museo del Louvre, por ejemplo San Buenaventura en el concilio de Lyon, que precede en la secuencia cronológica a la Exposición del cuerpo.
Tras enfermar Buenaventura, al monje toscano le aquejaron tan fuertes convulusiones que no pudo recibir la extremaunción, pero entonces la Hostia atravesó su cuerpo, recibiéndola así por milagro.
San Buenaventura tiene el rostro lívido, está vestido con los hábitos litúrgicos y se destaca en sus piernas un capelo cardenalicio de vivo color encarnado sobre sus blancas ropas.
La composición es una de las más arriesgadas y mejor resueltas de Francisco de Zurbarán, que se caracterizaba usualmente por la sencillez de la disposición de los elementos figurados en el cuadro. Yace en un escorzo en diagonal, rodeado de personajes dispuestos en semicirculo a su alrededor, entre los que se encuentran el papa Gregorio X y el rey Jaime I de Aragón. Los rostros parecen ser estudios del natural, por su fuerte individualización y personalidad.